# Flucht aus der Hölle (1954)
Blodveien ist eine norwegisch-jugoslawischer Spielfilm in Schwarzweiß aus dem Jahr 1955 der Regisseure Rados Novakovic und Kåre Bergstrøm. Uraufgeführt wurde der Film am 14. Februar 1955 in Jugoslawien unter dem Titel Krvavi put, am 17. Februar in Norwegen als Blodveien und am 6. September 1957 in der DDR unter dem Titel Flucht aus der Hölle. Gedreht wurde der Film in Rjukan und Rauland in Norwegen.    
Blodveien erzählt vom Überlebenskampf jugoslawischer Zwangsarbeiter in einem SS-Lager im Norden Norwegens zur Zeit der nationalsozialistischen Besatzung im Jahr 1942. Gleichzeitig ist er ein Film über den norwegischen Widerstand gegen und die Kollaboration mit dem Nationalsozialismus in diesem Land.

## Historischer Hintergrund
Den historischen Hintergrund des Films bildet der Bau einer Straße zwischen Botn und Saltnes durch jugoslawische Zwangsarbeiter in der Zeit der Besatzung Norwegens durch die deutsche Wehrmacht. Diese sollte den militärischen Nachschub aber auch die Versorgung mit den notwendigen Rohstoffen für die deutschen Besatzungstruppen sicherstellen.  Dieser Abschnitt der heutigen Europastraße E6 wurde unter großen Opfern von verschleppten jugoslawischen Zwangsarbeitern errichtet.  Den Namen erhielt die sogenannte Blutstraße (norwegisch: blodveien, serbokroatisch: krvavni put) von einem mit dem Blut eines Zwangsarbeiters auf einen Felsen gemalten Kreuz. Es symbolisiert das Leiden der Zwangsarbeiter, unter denen es während der Haft durch Mangelernährung, katastrophale sanitäre Verhältnisse, Arbeit, Folter und Hinrichtungen zu hohen Todesraten gekommen war. Von den etwa 900 Zwangsarbeitern im Lager Botn verstarben beispielsweise die Hälfte schon nach wenigen Monaten. In den entlang der Route errichteten Konzentrationslagern wurden Russen, Jugoslawen und Polen gefangengehalten. Als Bewacher dienten neben Angehörigen der Wehrmacht und SS auch Jugendliche des  Bataillons Hird (norwegisch: Hirdvaktbataljon) einer paramilitärischen Jugendorganisation der Norwegischen Nationalsozialisten.

## Handlung
1942, zwei Jahre nach der Besetzung Norwegens durch Deutsche Truppen: Zwei norwegische Straßenarbeiter beobachten von einem Wohngebäude die Ankunft der deutschen Truppen in einem kleinen Dorf an der norwegisch-schwedischen Grenze. Während Svare ahnungslos an der Errichtung des vorgesehenen Konzentrationslagers mitgearbeitet hat, will Kvetil wieder zu seiner Hütte in der Nähe der norwegisch-schwedischen Grenze zurückkehren, da seine Arbeit beim Straßenbau inzwischen beendet ist. Beide beobachten wenig später die Ankunft von Zwangsarbeitern aus Jugoslawien, die in Lumpen gehüllt nächtens im neu erbauten Konzentrationslager eintreffen. Einige werden von der SS erschossen, weil sie von dem langen Marsch erschöpft zusammenbrechen. Unmittelbar darauf werden Svare und Kvetil durch die SS als Vorarbeiter zum Straßenbau zwangsverpflichtet und lernen hautnah das tägliche Martyrium der Gefangenen und den manifesten Sadismus der deutschen Wärter kennen. Sie beobachten hautnah die Erniedrigung, die Folter und den Mord an den Zwangsarbeitern durch das Wachpersonal der SS. 
Die Gefangenen bezeichnen sich selbst als Partisanen und stehen unter der Führung des fast erblindeten Kommandanten Miljan. Erst langsam wird ihnen klar, dass sie über das Baltikum per Schiff nach Nordnorwegen verschleppt worden sind. In der täglichen Arbeit lernen Svare und Kvetil den Sohn Miljans, Janko, kennen, den sie vor den Quälereien durch die SS-Wachen zu schützen versuchen. Die beiden norwegischen Arbeiter sind über die Arbeitsbedingungen der jugoslawischen Zwangsarbeiter empört und versuchen diese, soweit es ihnen möglich ist, durch unterschiedliche Hilfeleistungen wie die Versorgung mit Medikamenten und Nahrungsmittel zu unterstützen. Dem sadistischen Lagerkommandanten haben sie jedoch wenig entgegenzusetzen. Im weiteren Verlauf der Handlung wird mit schonungslosem Realismus das Leiden der Gefangenen und die Ermordung der Gefangenen dargestellt. Rasch wird klar, dass es sich hier nicht so sehr um ein Arbeitslager für Kriegsgefangene als vielmehr um ein Vernichtungslager der SS handelt und der Straßenbau nur als Vorwand dient.  
Doch die Fronten zwischen Gut und Böse sind verwischt. Unter den jugoslawischen Kameraden gibt es Verräter, die ihre Mitgefangenen verraten. Und auch Kvetil entdeckt eines Tages, dass sein Sohn Magnar, der sich dem nationalsozialistischen Bataillon Hird angeschlossen hat, zur Bewachung der Zwangsarbeiter abgestellt wurde und diese wie die SS mit schonungsloser Härte behandelt.  
Als Janko wegen eines Vergehens im Lager vom SS-Kommandanten zu Tode geschunden werden soll, verhelfen ihm Ivar und Kvetil zur Flucht. Über Irrwege gelangt Janko zu Kvetils Haus an der schwedischen Grenze. Dort trifft er jedoch durch einen unglücklichen Zufall auf Magnar und wird von diesem wieder gefangen genommen. In einem verzweifelten Kampf erschießt der herbeigeeilte Kvetil seinen Sohn. Er  befreit Janko und entlässt ihn an der Grenze zum neutralen Schweden in die Freiheit. Mit den Worten Freiheit für alle menschlichen Wesen verabschiedet sich Janko von seinem Befreier.

## Kritik

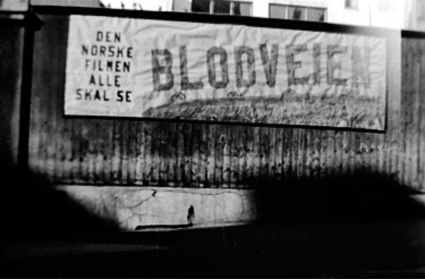
Blodveien Reklame

Bemerkenswert wird der Film durch die Zusammenarbeit zwischen den beiden Ländern Norwegen und Jugoslawien, in einer Zeit, in der internationale Koproduktionen ungewöhnlich waren und die zudem zunehmend vom Kalten Krieg geprägt war. Nicht nur waren die im Film verwendeten Sprachen serbokroatisch, norwegisch und deutsch, auch für die Besetzung und die Regiearbeit zeichnete ein gemischt norwegisch-jugoslawisches Team verantwortlich. Die Produktionsfirmen waren Norsk Film auf norwegischer und die staatliche Avala Film auf jugoslawischer Seite. Insgesamt kann die Produktion des Films als konkreter Akt des gemeinsamen Aufarbeitens der leidvollen Geschichte beider Ländern unmittelbar nach dem Zweiten Weltkrieg gesehen werden. Dies ist umso bemerkenswerter, als die Geschichte der Zwangsarbeiter in Norwegen bis in die Gegenwart nur ungenügend aufgearbeitet wurde.

„Ein ebenso ergreifendes wie überzeugendes Drama, das den Wert der Menschlichkeit unabhängig von weltanschaulichen Überzeugungen in den Mittelpunkt stellt. Unpathetisch und mit teilweise schonungslosem Realismus werden die nazistische Brutalität und die Leiden der Opfer gezeigt. Hervorragend auch die schauspielerischen Leistungen.“